# Palazzo dei Camerlenghi

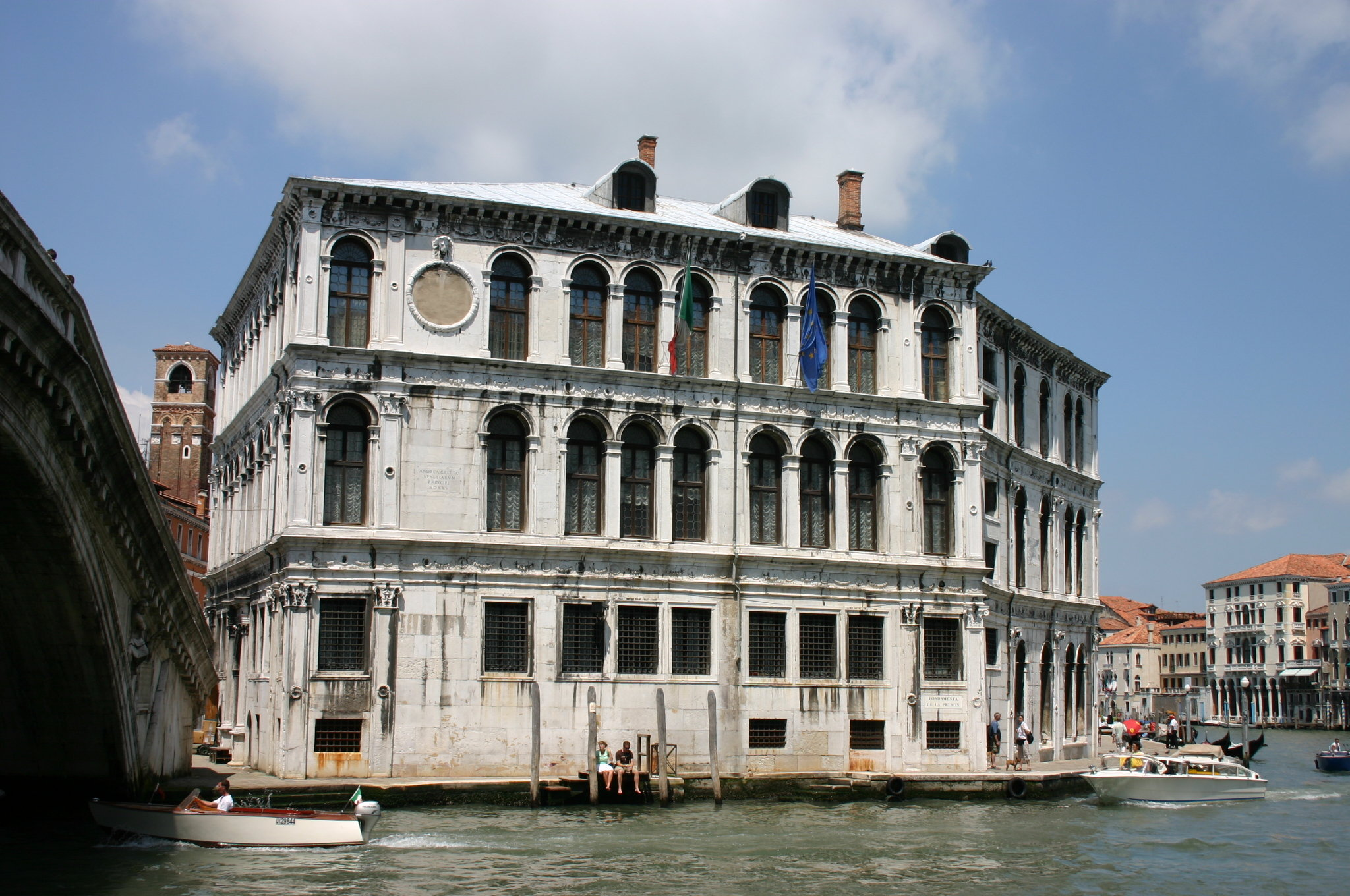
Palazzo dei Camerlenghi, cu Podul Rialto vizibil pe stânga.

Palazzo dei Camerlenghi este un palat renascentist din Veneția (nordul Italiei), situat în sestiere (districtul) San Polo. Fațada sa principală se află la Canal Grande, în apropiere de Podul Rialto.

## Istoric
Palatul a fost construit în perioada 1525-1528 după proiectul lui Guglielmo dei Gri, care a fost inspirat de stilul lui Mauro Codussi și Pietro Lombardo. El a fost sediul mai multor magistrați financiare, inclusiv Camerlenghi de la care și-a luat numele, consulii comerciali și supra-consulii comerciali. Datorită acestor funcționalități, etajul inferior a fost folosit ca închisoare pentru datornici: situarea sa în apropiere de aglomeratul pod Rialto servea ca un avertisment pentru cei care treceau pe acolo.
Palatul găzduiește în prezent sediul regional al Curții de Conturi a Italiei.

## Descriere
Palatul are un plan pentagonal care urmează malul Canal Grande, cu trei etaje. El are ferestre înalte cu cintru, împărțite de coloane false și decorate cu frize. Clădirea era placată mai demult cu dale policrome de marmură și porfir, acum pierdute.
Datorită tradiției venețiene potrivit căreia, la părăsirea unei funcții, un magistrat trebuia să lase un tablou cu tematică religioasă și un portret din perioada în care a lucrat acolo, Palazzo dei Camerlenghi adăpostește astăzi numeroase opere de artă. Acestea au fost dispersate în timpul ocupației franceze; unele s-au întors la Veneția, în cea mai mare parte la Gallerie dell'Accademia.

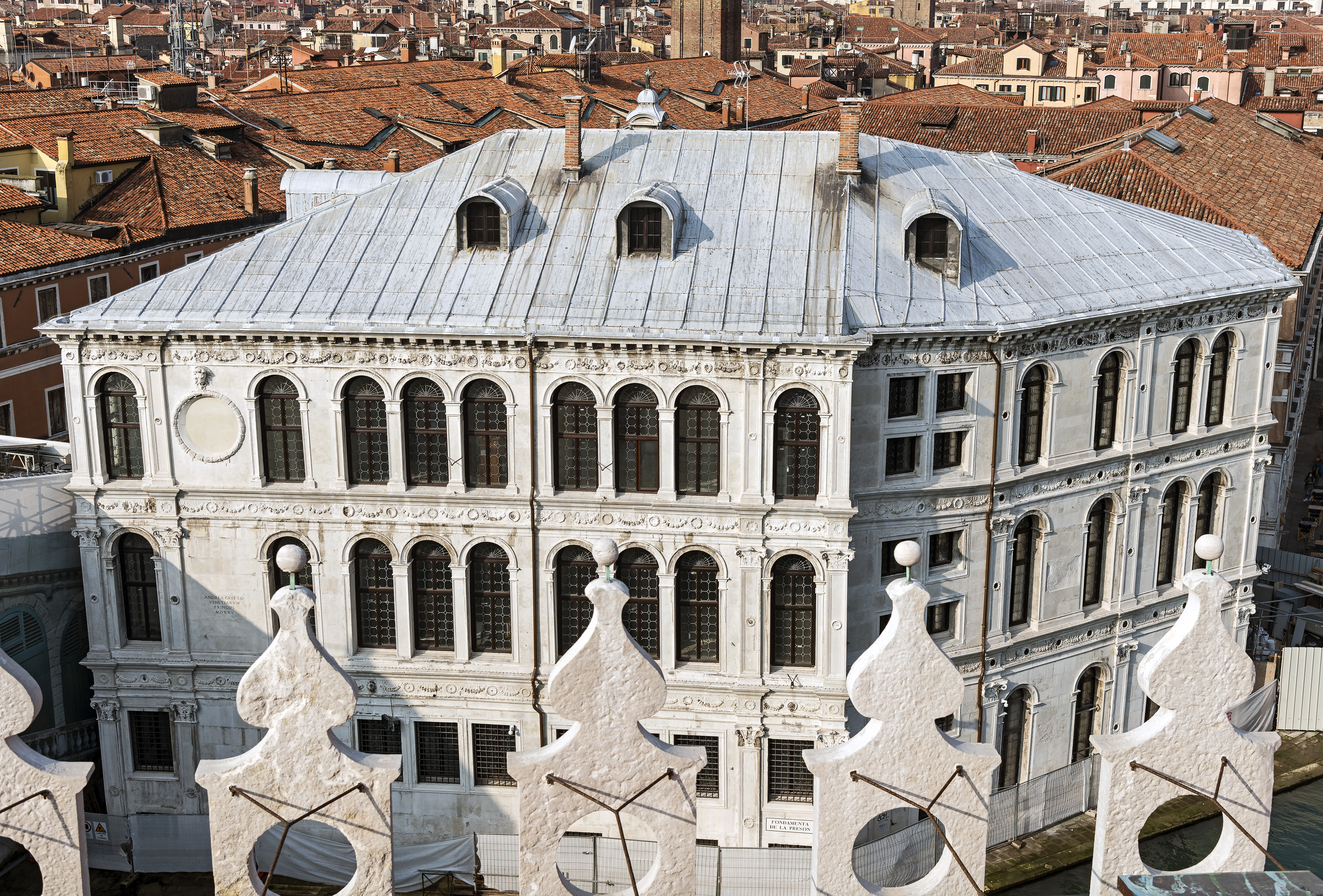
Vedere de pe terasa Fondaco dei Tedeschi.
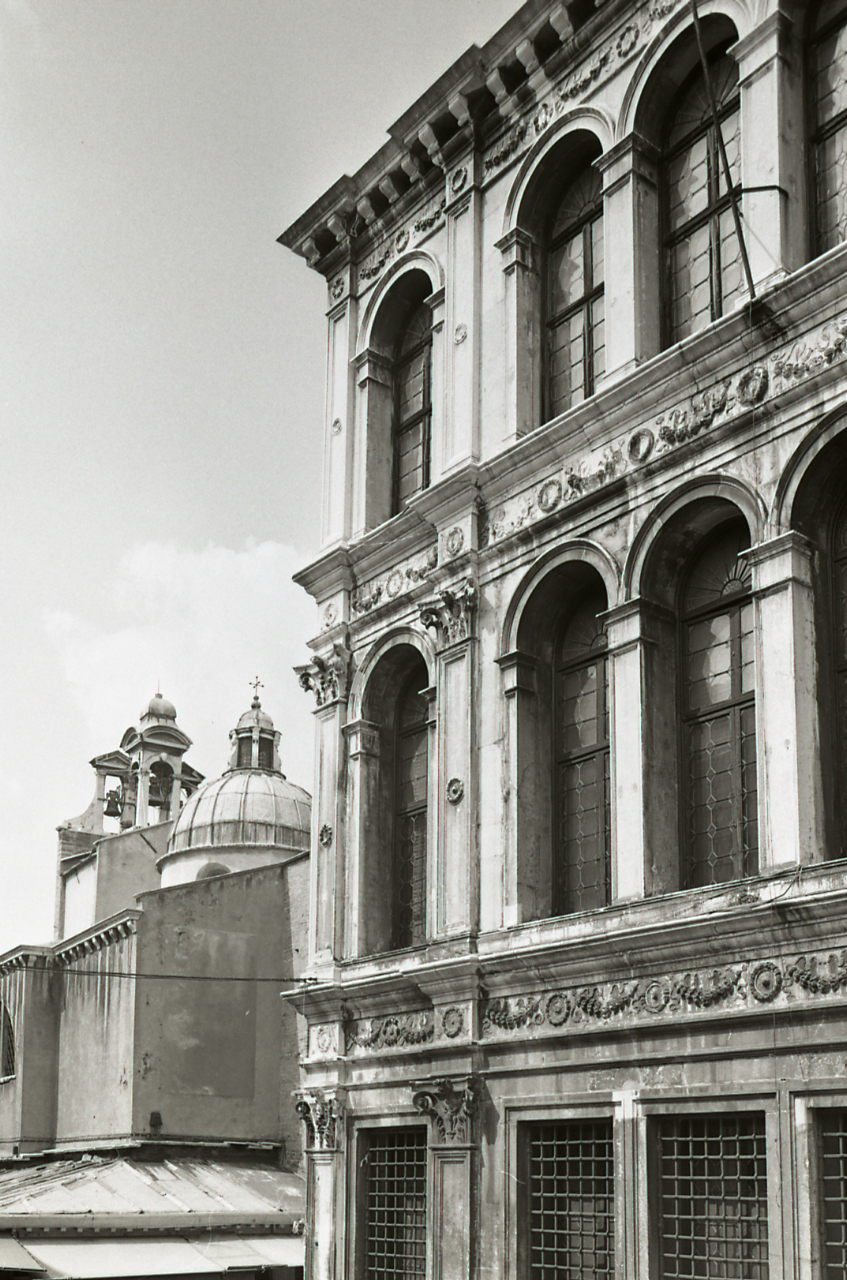
Foto Paolo Monti, 1977.